# 川北涼粉
川北涼粉是四川南充的小吃。

## 起源
創始自清末南充縣江村壩村(現今南充市高坪區白塔街道)農民謝天祿，他在渡口搭棚賣涼粉，以其獨具口味流傳全四川。

## 作法
川北涼粉調料有涼粉皮、黃瓜、辣椒油，花椒粉、醬油、鹽、糖、味精、豆豉、大蒜、麻油及香菜。